# 東海東京証券ヨーロッパ
東海東京証券ヨーロッパ（とうかいとうきょうしょうけんヨーロッパ）は、英国、ロンドンにある東海東京フィナンシャル・ホールディングス傘下の証券会社である。

## 概要
- 会社名　東海東京証券ヨーロッパ(Tokai Tokyo Securities Europe Limited)
- 所在地　英国　ロンドンEC2V 5DE,40 Basinghall Street,City Tower
- 代表者　取締役社長　中村 宗一
- 資本金　3百万英国ポンド
- 株主　　東海東京フィナンシャル・ホールディングス 100%

## 沿革
- 2006年（平成18年）8月10日 - 東海東京証券ロンドン駐在員事務所を設立
- 2007年（平成19年）
  - 7月 - 会社設立
  - 3月26日 - 英国金融サービス機構（FSA）により証券業のライセンス取得

## 設立目的
ユーロ債引受に関する業務、オルタナティブ商品等の情報収集、事業会社の海外IRのサポート等を展開するために設立